# Hōkago Princess
Hōkago Princess (放課後プリンセス, Hōkago Purinsesu) est un groupe musical féminin japonais formé en décembre 2010 et ayant fait ses débuts en mai 2011 dont les membres sont des idoles ; la leader est nommée « présidente du conseil des étudiants ».
Les membres de Hōkago Princess sont connues pour la qualité de leurs uniformes et de leur musique.
L'un des membres, Saho Michishige est une cousine de Sayumi Michishige (ex-membre de Morning Musume).

## Histoire

### 2010-2011
Le groupe a commencé fin 2010 comme étant un projet pour le créateur de costumes NAOKI, un concepteur de costumes pour Pro-Wrestlers, gérant le groupe et concevant les tenues pour les jeunes filles du groupe. Divers talents sous le label Office COLOR ont été sélectionnés, la création d'un groupe de huit filles plus tard présentées comme la 1re génération : Nana Odagiri, Sakino Chiba, Hitomi Noda, Mayuka Miyashita, Yuki Kishitani, Yurika Hagi, Mai Yamaguchi et Yumeka.
En mars de la même année, les filles ont suivi des leçons de danse et de chant pour se préparer à leurs débuts dans la musique. Le groupe est géré par l'agence GET-CRAZY.
En mai 2011, avant les groupes débuts cette année, Yurika Hagi est retiré du groupe en raison d'ennuis de santé. En juin suivant, le groupe annonce la sortie officielle de leur premier CD indépendant pour l'été 2011. Les membres font leurs débuts en indépendant avec le single Hōkago Princess ~Oshiete Kudasai!~ sorti en août 2011 et le groupe commencent à se produire régulièrement à Ikebukuro WHITE BASE Theatre à Tokyo (et ce jusqu'en avril 2013).
En novembre 2011, il est révélé que Aoi Nagafuji et Rena Kobayashi ont joint au groupe en tant que « membres candidats ». Plus tard, le 10 décembre 2011, Mai Yamaguchi obtient son diplôme et quitte le groupe tandis que les deux membres candidats font ses débuts en tant que membres officiels et réguliers du groupe.

### 2012-2013
Le 29 février 2012, le groupe sort son second single indie, Juliet ~Kimi wo Suki na 100 no Riyū~. Ce fut le premier single du groupe qui sera publié en deux versions différentes.
Le 26 mai suivant, il est révélé que les membres Yumeka,  Yuki Kishitani et Mayuka Miyashita seraient toutes diplômés du groupe pour leurs propres raisons : Yumeka s'est retirée pour des ennuis de santé mais poursuit sa carrière artistique dans le domaine de la télévision ; Mayuka a continué à poursuivre sa carrière dans le mannequinat ; Les raisons du départ de Yuki furent d'abord floues, mais il est révélé qu'elle souhaitait diriger son propre groupe, DREAM FACTORY, ainsi que d'entamer une carrière dans le mannequinat comme gravure idol. Le même mois, Nana Odagiri avait également initialement prévu de quitter le groupe, mais a retiré sa décision. 
En juin 2012, de nouveaux membres formant la 3e génération du groupe sont présentés, et comptent sept filles : Nene Sakuragi, Miran Yamaguchi, Miho Ayase, Rika Shiraishi, Chiaki Shiroboshi, Fūka Momose et Megumi Asakura ont toutes été sélectionnés pour joindre Hōkago Princess en tant que « membres cadets ». Mais un mois plus tard, c'est Nene Sakuragi seule qui est promue pour devenir membre régulier du groupe.
Plus tard, en octobre 2012, le groupe sort son troisième single Kojiki Shika! avec une distribution limitée également. Peu de temps après cette sortie, il est révélé que la cadette du groupe Chiaki Shiroboshi a été renvoyée des contacts secrets avec des fans.
Le 2 décembre 2012, Hōsō-bu Please sort avec une distribution limitée. Le même jour, Saori Kizuki et Rina Matsumoto sont officiellement présentées au groupe comme membres cadets de la 4e génération.
Au début de janvier 2013, Rin Hayamizu, Kohana Aiuchi et Risa Yamakawa ont été ajoutées aux Cadettes de la 4e génération. Plus tard, en mars, Miran Yamaguchi et Rika Shiraishi de la 3e génération ont été promus comme membres régulières avec Saori Kizuki de la 4e génération. Le même mois, il a été révélé que Mayuka Miyashita, à membre de la 1re génération, est promue comme cadette de la 2.5e génération, où elle devrait continuer à être membre régulière.
Le 15 mai 2013, le groupe publie son 4e single commémoratif Juliet ~Kimi wo Suki na 100 no Riyū~ (2013 Version) et a été le premier single du groupe à se hisser à la 1re place du classement Oricon des singles indies.
En juillet 2013, il a été annoncé que Riho Sakurai, Kyoka Fukuhara et Marina Nagasawa étaient tous les nouveaux membres Cadettes de la 5e génération. Miho Ayase est également promue au poste de membre régulière au sein du groupe. Le groupe a également participé à Tokyo Idol Festival pour la première fois en août 2013.
Également en octobre, l'ancien modèle Saho Michishige est annoncée comme nouveau membre du groupe et première cadette de la 6e génération. Rin Hayamizu, Risa Yamakawa et Mayuka Miyashita ont également été promus comme membres régulières.
Sakino Chiba, Hitomi Noda, Aoi Nagafuji, Rena Kobayashi et Anju Ichinose ont décidé de créer le nouveau groupe d'idoles Ready to Kiss en octobre 2013 sous le label GET-CRAZY après leur graduation des Hōkago Princess.
Le 27 novembre 2013, le groupe a publié son 6e single intitulé Samu wa Fuyui!.
Au cours de cette année, entre janvier et décembre 2013, le groupe a subi de nombreux changements en son sein, car il a perdu beaucoup de ses membres en raison des licenciements ou des désirs d'effectuer leur graduation pour des raisons personnelles : Rena Kobayashi, Megumi Asakura, Rina Matsumoto et Hitomi Noda ont toutes été renvoyés du groupe en raison d'une rupture de contrat, tandis que les membres Kanari Suzukawa (qui ont rejoint le groupe en mai de la même année), Aoi Nagafuji, Sakino Chiba, Kohana Aiuchi et Rika Shiraishi se sont retirées ou ont obtenu leur diplôme du groupe.

### 2014-2016: Les débuts en major
Maika (ex membre de Power Age) et Himari Shirosaki sont promues comme nouvelles cadettes de la 6e génération en mai et juin 2014 respectivement. Maika est cependant nommée comme membre régulière en juillet suivant.
Le concert HouPri Live Lesson 1 ~Live Lived Lived~ a lieu en août 2014. Cet événement célébrait le 3e anniversaire du groupe d'idoles.
Elles ont signé en major sous le label Universal Music en février 2015.
Les membres de Hōkago Princess se sont transformées en Blanche-Neige pour le single Kiete, Shirayukihime en vente en octobre 2015 ; ce single atteint la 10e place du classement hebdomadaire des ventes Oricon.
Les filles portent des costumes de Marie-Antoinette dans le clip vidéo de Junpaku Antoinette sorti en février 2016. Ce single a atteint la 2e place au classement hebdomadaire Oricon.
Miho Ayase a annoncé sa graduation en mars 2016.
Les membres du groupe d'idoles portent des costumes de princesses sirènes sexy sur les photos promotionnelles du single Seishun Mermaid qui sort en juin 2016.
En août 2016, Sekine Sasara, Marina Nagasawa et Mayumi Kojima sont promues du statut de membres cadettes à celui de membres régulières au cours du Tokyo Idol Festival.
Mayuka Miyashita a effectué sa graduation le même mois.
Le thème du clip vidéo du single Himitsu no Tiara to Gelato, en vente en octobre 2016, est ouvertement inspiré par le film de 1953 Roman Holiday dans lequel joue l'actrice Audrey Hepburn. Les paroles de la chanson en face B Forza! Ole! ont été écrites par Miran Yamaguchi, membre du groupe.
Marina Nagasawa annonce finalement le 17 décembre 2016 qu'elle démissionnera des Hōkago Princess et également l'agence du groupe d'idoles le 31 décembre, pour manque de motivation et confiance en elle.

## Membres

### Membres réguliers
| Nom et prénom               | Date de naissance | Génération cadettes | Intégration comme cadette | Intégration comme régulière | Fonction                       | Remarques                                                              |
| --------------------------- | ----------------- | ------------------- | ------------------------- | --------------------------- | ------------------------------ | ---------------------------------------------------------------------- |
| Maika Miyashita (宮下舞花)  | 12 juillet 1993   | 6e générat°         | mai 2014                  | juillet 2014                | Onee-san Chairman ; Présidente | ex membre de Power Age ; chanteuse solo                                |
| Saho Michishige (道重佐保)  | 13 août 1991      | 6e générat°         | octobre 2013              | août 2015                   | Japanese History Chairman      | Rétrogradée en tant qu'apprentie en mai 2017 ; réintégrée en mars 2019 |
| Natsumi Yamamoto (山本夏望) |                   | 8e générat°         | 2017                      | mars 2019                   |                                |                                                                        |

### Membres apprenties/cadettes (Houpri Youth)
| Prénom et nom             | Date de naissance | Intégration comme cadette | Remarques |
| ------------------------- | ----------------- | ------------------------- | --------- |
| Nina Horii (堀井仁菜)     | 7 janvier 2000    | janvier 2017              |           |
| Asami Tanaka (田中あさみ) | 1er juillet 1993  | janvier 2017              |           |
| Kansai Erina ()           |                   |                           |           |

## Anciens membres

### Anciens membres réguliers
| Nom et prénom                 | Date de naissance | Génération cadettes               | Intégration comme cadette    | Intégration comme régulière   | Fonction                             | Remarques                                                                      |
| ----------------------------- | ----------------- | --------------------------------- | ---------------------------- | ----------------------------- | ------------------------------------ | ------------------------------------------------------------------------------ |
| Yurika Hagi (萩ユリカ)        |                   | 1re générat°                      |                              | décembre 2010                 |                                      | Démissionne en mai 2011 pour ennuis de santé                                   |
| Mai Yamaguchi (山口舞)        |                   | 1re générat°                      |                              | décembre 2010                 |                                      | Diplômée le 10 décembre 2011                                                   |
| Yuki Kishitani (岸谷優希)     | 9 octobre 1994    | 1re générat°                      |                              | décembre 2010                 |                                      | Diplômée le 26 mai 2012                                                        |
| Yumeka (夢夏)                 | 8 août 1996       | 1re générat°                      |                              | décembre 2010                 | Cool Chairman                        | Diplômée le 26 mai 2012                                                        |
| Mayuka Miyashita (宮下まゆか) | 14 novembre 1992  | 1re générat° puis 2.5e génération |                              | décembre 2010 et octobre 2013 | 2.5 Dimension Chairman               | Diplômée le 26 mai 2012 ; Revient en janvier 2013 et est diplômée en août 2016 |
| Rena Kobayashi (小林玲奈)     | 3 septembre 1992  | 1re générat°                      |                              | décembre 2010                 |                                      | Démissionne en mars 2013                                                       |
| Aoi Nagafuji (永藤葵)         | 3 juillet 1992    | 2e génération                     | novembre 2011                | décembre 2011                 |                                      | Diplômée le 30 juin 2013                                                       |
| Sakino Chiba (千葉さきの)     | 9 juillet 1990    | 1re générat°                      |                              | décembre 2010                 | Fashionable Chairman                 | Diplômée le 21 juillet 2013                                                    |
| Hitomi Noda (野田仁美)        | 10 août 1995      | 1re générat°                      |                              | décembre 2010                 | Lunch Chairman                       | Renvoyée le 10 septembre 2013 pour violation du contrat                        |
| Rika Shiraishi (白石りか)     | 13 juin 1995      | 3e générat°                       | juin 2012                    | mars 2013                     | Dimples Chairman                     | Diplômée le 21 octobre 2013                                                    |
| Risa Yamakawa (山川莉)        | 24 février 1994   | 4e générat°                       | janvier 2013                 | octobre 2013                  | Ballet Chairman                      | Démissionne le 8 janvier 2014 pour violation du contrat                        |
| Rin Hayamizu (早水凛)         | 24 décembre 1991  | 4e générat°                       | janvier 2013                 | octobre 2013                  | Graceful Chairman                    | Mise en repos le 18 avril 2014 pour ennuis de santé et diplômée le 22 mai 2014 |
| Nene Sakuragi (桜木寧々)      | 5 octobre 1995    | 3e générat°                       | juin 2012                    | juillet 2013                  | Sweet-Tooth Chairman                 | Démissionne en février 2015                                                    |
| Ayase Miho (綾瀬美穂)         | 31 janvier 1991   | 3e générat°                       | juin 2012                    | juillet 2013                  | My Pace Chairman                     | Diplômée en mars 2016                                                          |
| Marina Nagasawa (長澤茉里奈)  | 8 octobre 1995    | 5e générat°                       | juillet 2013 et février 2015 | août 2016                     | Crybaby Chairman                     | Démissionne et diplômée en décembre 2016                                       |
| Nana Odagiri (小田桐奈々)     | 18 février 1990   | 1re générat°                      |                              | décembre 2010                 | Présidente du Conseil des étudiantes | Diplômée en 2019                                                               |
| Miran Yamaguchi (山口みらん)  | 22 mars 1995      | 3e générat°                       | juin 2012                    | mars 2013                     | Soccer Chairman                      |                                                                                |
| Saori Kizuki (木月沙織)       | 12 octobre 1991   | 4e générat°                       | décembre 2012                | mars 2013                     | Sagging Brow Chairman                |                                                                                |
| Himari Shirosaki (城崎ひまり) | 22 juin 1996      | 6e générat°                       | juin 2014                    | février 2015                  | Usamimi Chairman                     |                                                                                |
| Sasara Sekine (関根ささら)    | 14 janvier 1993   | 7e générat°                       | avril 2015                   | août 2016                     | aucun                                |                                                                                |
| Mayumi Kojima (小島まゆみ)    | 26 septembre 1995 | 7e générat°                       | septembre 2015               | août 2016                     | aucun                                |                                                                                |

### Ex membres apprenties/cadettes
- Asakura Erina (朝倉恵璃菜)
- Ria Matsumoto (松本梨愛)
- Fuka Momose (百瀬楓花)
- Kohana Aiuchi (相内今華)
- Kyoka Fukuhara (福原杏夏)
- Riho Sakurai (櫻井りほ)
- Shiori Kawamura (河村しおり)

## Discographie

### Albums
Originaux
1. 22 mars 2017 : My Princess
2. 29 janvier 2020 : My Princess II

Mini album
1. 19 août 2015 : Seifuku Cinderella (制服シンデレラ?)

Autres
1. 22 mars 2017 : Indies Best ~Memories~ (インディーズベスト～Memories～?)

### Singles
Singles indies
1. 3 août 2011 : Hōkago Princess ~Oshiete Kudasai!~ (放課後プリンセス ～おしえてください！～?)
2. 29 février 2012 : Juliet ~Kimi wo Suki na 100 no Riyū~ (ジュリエット ～君を好きな100の理由～?)
3. 7 octobre 2012 : Kojiki Shika! (古事記しか！?)
4. 2 décembre 2012 : Hōsō-bu Please (放送部プリーズ?)
5. 23 novembre 2013 : Samu wa Fuyui! (サムはフユい！?)
6. 23 septembre 2014 : Manatsu no Yoru no Yume (真夏の夜の夢?)

Singles major
1. 28 octobre 2015 : Kiete, Shirayukihime (消えて、白雪姫?) (thème de la princesse Blanche-Neige)
2. 17 février 2016 : Junpaku Antoinette (純白アントワネット?) (thème de le reine Marie Antoinette)
3. 29 juin 2016 : Seishun Mermaid (青春マーメイド?) (thème de la princesse sirène)
4. 12 octobre 2016 : Himitsu no Tiara to Gelato (秘密のティアラとジェラート?) (thème inspiré du film Vacances romaines)
5. 15 février 2017 : Lychee Red no Unmei (ライチレッドの運命?) (thème de la Chine ancienne pendant la dynastie Tang)
6. 19 juillet 2017 : Sayonara Dualina (さよならデュアリーナ?) (thème de la danseuse de ballet)
7. 20 décembre 2017 : Abracadab Luv! (アブラカタブLuv!?) (thème d'Aladin et des Les Mille et Une Nuits)
8. 10 octobre 2018 : Kaguya ni Negai wo (輝夜に願いを?) (thème de la Princesse Kaguya)
9. 10 juillet 2019 : Shinjidai Princess / Princess no Teigi (新時代プリンセス/プリンセスの定義?)

### Autres
Singles "commémoratifs"
1. 24 décembre 2011 : Juliet ~Kimi wo Suki na 100 no Riyu~ (édition limitée) (ジュリエット ～君を好きな100の理由～（会場限定盤）?)
2. 24 décembre 2011 : Uchū Ichi no Christmas (宇宙一のクリスマス?)
3. 21 décembre 2012 : Uchū Ichi no Christmas (2012-2013 Version) (宇宙一のクリスマス (2012-2013 Version)?)
4. 15 mai 2013 : Juliet ~Kimi wo Suki na 100 no Riyū~ (2013 Version) (ジュリエット ～君を好きな100の理由～(2013 version)?)

Singles numériques
1. 13 août 2013 : Atsu wa Natsui (アツはナツい?)
2. 19 septembre 2014 : Juliet ~Kimi wo Suki na 100 no Riyū~ (2014 Version) (ジュリエット ～君を好きな100の理由～(2014 version)?)